# Welderichshausen
Welderichshausen (auch: Weldericheshusun und Welderichshusen) ist der Name einer Dorfwüstung im westlichen Main-Kinzig-Kreis in Hessen.
Welderichshausen wurde 1062 erwähnt, als ein „Reginbodo“ dem Kloster Fulda dort ein Hube schenkte. Es lag im vermutlich zwischen Marköbel und Mittelbuchen im Bereich des späteren Amtes Büchertal der Herrschaft und ab 1429: Grafschaft Hanau.